# セロ・ラルゴFC
セロ・ラルゴ・フトボル・クラブ（西: Cerro Largo Fútbol Club）は、ウルグアイのセロ・ラルゴ県メロを本拠地とするサッカークラブである。正式名称はアソシアシオン・シビル・ソシアル・イ・クルトゥラル・セロ・ラルゴ・フトボル・クラブ（西: Asociación Civil, Social y Cultural Cerro Largo Fútbol Club）。2019シーズンからはプリメーラ・ディビシオンに所属。

## 歴史
2002年に創設され、翌年1月7日にプロクラブとしてデビューした。セロ・ラルゴ県唯一のプロクラブである。
2008-09シーズンにプリメーラ・ディビシオンに初昇格。2020年にはコパ・リベルタドーレス初出場を果たした。

## タイトル

### 国内タイトル
- セグンダ・ディビシオン（1903-）：1回
  - 2018

## 成績

### 南米杯での成績
- コパ・リベルタドーレス
  - 2020 : 予選2回戦敗退

- コパ・スダメリカーナ
  - 2021 : 1回戦敗退
  - 2022 : 1回戦敗退
  - 2024 : 1回戦敗退

## 歴代監督
- エドゥアルド・ウサル (2013-2014)[2]
- ダニエロ・ヌニェス（英語版） (2014-2015)
- グスタボ・ルーカス (2015-2017)
- アドリアン・フェルナンデス (2017.05-2017.11)
- ダニエロ・ヌニェス (2018-2022)[3]
- エクトル・ブラカモンテ（英語版） (2022.04-2022.08)
- マリオ・サラレギ（英語版） (2022.08-2022.10)
- エドゥアルド・エスピネル（英語版） (2022-2023)
- イグナシオ・オルドネス（英語版） (2023.07-2023.11)
- フアン・ハシント・ロドリゲス（英語版） (2023.11-2023.12)
- ブルーノ・シルバ (2024- )